# Jaskinia Przeziorowa
Jaskinia Przeziorowa – jaskinia w Dolinie Kościeliskiej w Tatrach Zachodnich. Główne wejście do niej znajduje się w zboczu Gubalca na wysokości 1229 metrów n.p.m. Położone jest dokładnie na wprost Raptawickiej Turni, po przeciwległej stronie żlebu od Jaskini za Smrekiem, powyżej Schronu pod Przeziorową. Długość jaskini wynosi 420 metrów, deniwelacja 17,7 metrów.
Jaskinia ma cztery otwory, które przypominają przeziory, czyli w gwarze podhalańskiej otwory w tylnej ścianie izby, przez które można zobaczyć co się dzieje z tyłu domu. Stąd nazwa jaskini.

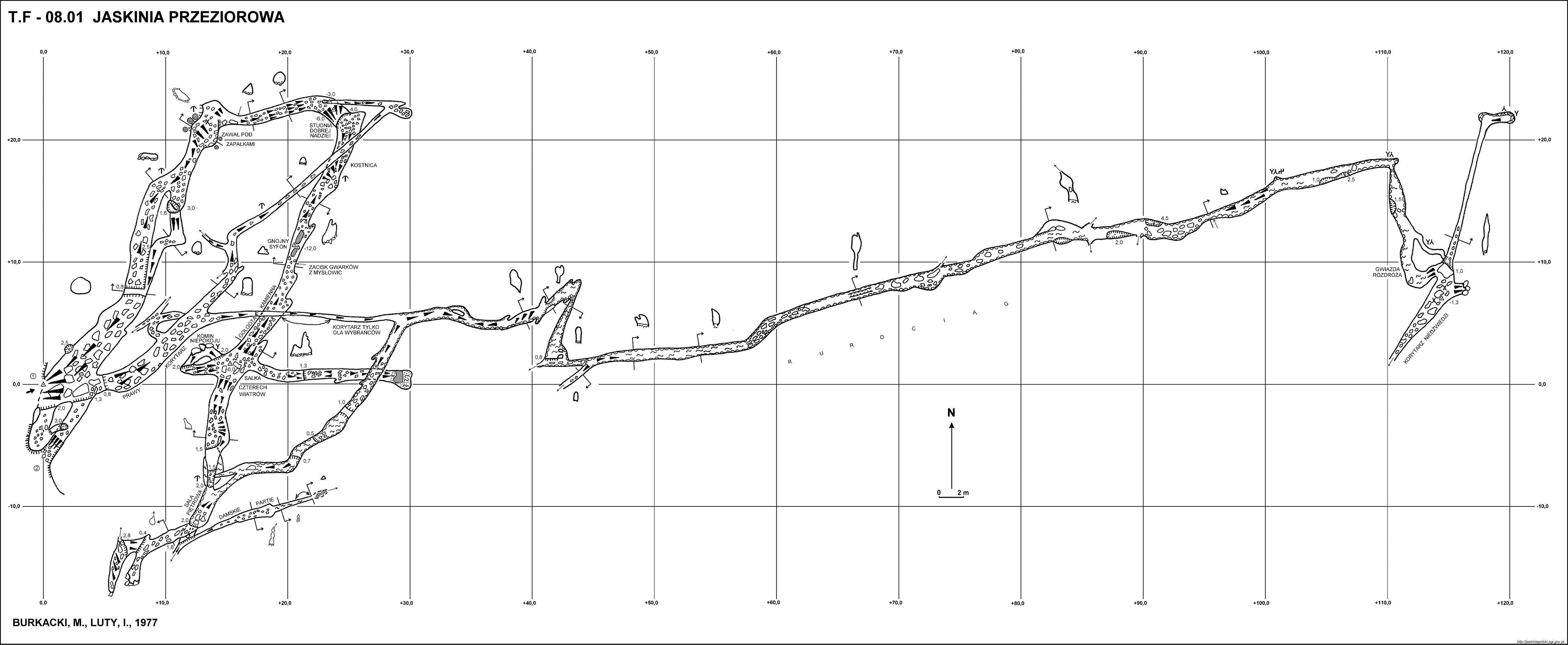
Plan jaskini

## Opis jaskini
Jaskinia zaczyna się dużą Komorą Wstępną do której prowadzi obszerny otwór główny. Znajdują się w niej dwa boczne otwory (przeziory). Czwarty przezior jest wylotem kominka znajdującego się naprzeciw pozostałych bocznych otworów. 
Z Komory Wstępnej ciąg główny prowadzi Lewym Korytarzem (w bok odchodzi tu korytarz zakończony studzienką) do przekopu i Zawału pod Zapałkami (podstemplowana część przekopu podparta belkami nazwanymi zapałkami), a dalej przez pochylnię do Studni Dobrej Nadziei. Z dna studni korytarz idzie przez Kostnicę, Syfon Gnojny (właściwie jest to błotne jeziorko), Zacisk Gwarków z Mysłowic i pochylnię Golgota Kamienna do Salki Czterech Wiatrów. Stąd odchodzą dwa boczne ciągi. Na prawo korytarz prowadzi do Komina Niepokoju, na lewo natomiast do jeziorka. 
Ciąg główny idzie prosto do Sali Piętrowej. Z sali tej odchodzi boczny ciąg prowadzący do Damskich Partii (bardzo ciasnych zakończonych szczeliną). 
Ciąg główny natomiast dochodzi do Mlecznego Rurociągu – korytarza długości 120 metrów. Po 20 metrach odgałęzia się od niego ciasna szczelina nazwana Korytarzem dla Wybrańców (12 metrów długości, 25 centymetrów szerokości lub mniej) prowadząca do Prawego Korytarza i dalej do Komory Wstępnej. 
Idąc dalej Mlecznym Rurociągiem, dochodzi się do Gwiazdy Rozdroża. Jest to niewielkie rozszerzenie, z którego na prawo idzie zawaliskowy Korytarz Niedźwiedzi, a na lewo odchodzi szczelina zakończona Komórką Naciekową.

## Przyroda
W jaskini można spotkać mleko wapienne, polewy naciekowe, stalaktyty, stalagmity i heliktyty – najliczniej w Mlecznym Rurociągu i okolicach Gwiazdy Rozdroża. 
W  Korytarzu Niedźwiedzim znajdowały się prawie kompletne szkielety niedźwiedzi (odkrywcy przekazali je do Muzeum Przyrodniczego Tatrzańskiego Parku Narodowego w Zakopanem).

## Historia odkryć
Jaskinię odkryli w lipcu 1922 roku Stefan i Tadeusz Zwolińscy. Zbadali wtedy wstępną komorę i dwa korytarze o długości 50 m.
W 1971 roku grotołazi ze speleoklubów z Katowic i Bielska-Białej doszli do Syfonu Gnojnego, wykonując długi przekop przez zawalisko i podstemplowując jego część grożącą obsunięciem.
W tym samym roku Zacisk Gwarków z Mysłowic i główny ciąg do końca przebyli członkowie speleoklubu z Mysłowic.